# Comté de Sullivan (Indiana)
Pour les articles homonymes, voir Comté de Sullivan.
Le comté de Sullivan  est un comté de l'État de l'Indiana, aux États-Unis. Il comptait 21 761 habitants en 2000. Son siège est Sullivan.